# Game Gear micro
La Game Gear micro (ゲームギアミクロ,Gēmu gia mikuro) est une console de jeux vidéo portable dédiée sortie uniquement au Japon, publiée le 6 octobre 2020 par Sega. C’est une version miniaturisée de la Game Gear, commercialisée pour célébrer les 30 ans de cette dernière et les 60 ans de Sega. Elle existe en plusieurs coloris, comportant chacun quatre jeux préinstallés différents, excepté la version smoke qui n’est qu’une maquette non-fonctionnelle à l’image des autres. L'émulateur Game Gear de ces consoles a été développé par M2,.

## Histoire
Afin de célébrer les 60 ans de Sega, le groupe entier voulait faire quelque chose d'inhabituel. C’est Sega Toys qui a eu l'idée de la Game Gear Micro. D'autres idées avaient été exprimées telles que la réédition du Robo Pitcher ou du Zillion laser tag gun mais celles-ci n’ont pas été retenues. D'autres projets avaient été prévus mais ont été annulés à cause de la pandémie de covid-19.
En prenant exemple sur Nintendo avec leur NES classic mini et leur Super NES Mini, ils ont préféré une "Game Gear Micro" plutôt qu’une "Game Gear Mini” dans le but de faire une console qui soit à la même échelle que la Mega Drive Mini. Mais à la différence de la Mega Drive Mini, le but était que les usagers perçoivent la petitesse de la machine.
Le choix des jeux a été réalisé par Yosuke Okunari. Il s’est basé sur les critiques de la presse, le nombre d'unités vendu à l’époque et la note des jeux sur la Console Virtuelle de la Nintendo 3DS. Lors du choix pour savoir comment répartir les jeux, plusieurs idées ont été proposées. L’une de celles-ci était d’inclure un jeu par console. Idée finalement rejetée car il a été jugé déraisonnable de faire acheter tant de versions différentes aux gens pour posséder la collection complète. L'idée suivante a été de proposer trois versions de la console possédant chacune trois jeux. On est finalement passé à quatre consoles avec chacune quatre jeux. Les différents genres de jeux ont été répartis dans chaque consoles.
C’est l’entreprise japonaise M2 qui s’est chargée de développer le logiciel d’émulation de la machine et de la musique du menu.
La Game Gear micro est finalement annoncée le 3 juin 2020 puis commercialisée le 6 octobre au Japon.

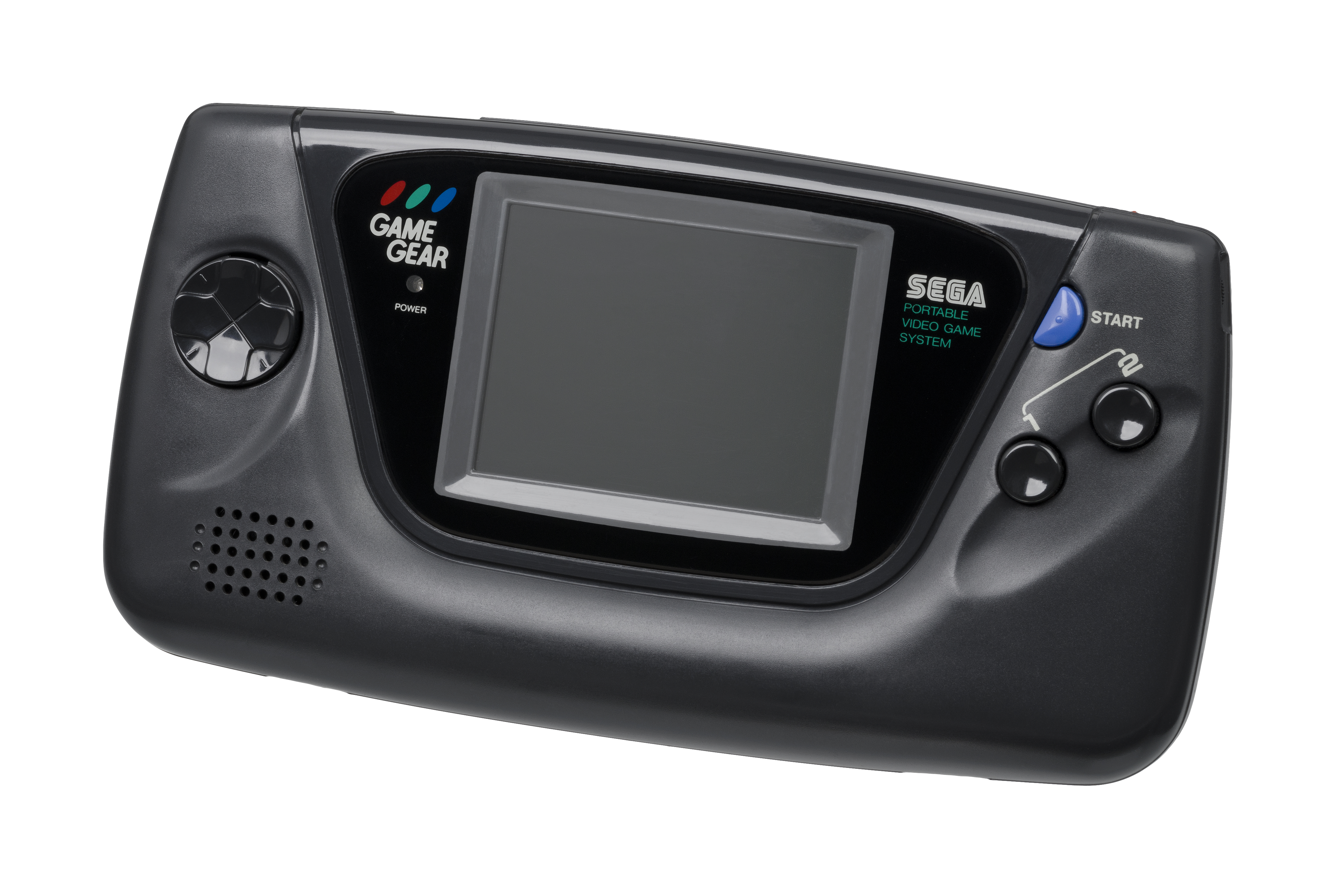
la game gear micro est une version mini et en couleur de celle originale

## Autres modèles et accessoires

### Big Window micro
La Big Window micro est une loupe pour l'écran de la Game Gear micro disponible pour les personnes qui ont précommandé les quatre variantes.

### Game Gear micro smoke
La Game Gear micro smoke est une version non-fonctionnelle de la game gear micro ne possédant aucune fonctionnalité et aucun jeu. Elle est incluse dans un pack regroupant les quatre consoles ainsi qu'elle-même.

### Game Gear micro Aleste collection
M2 a obtenu le droit de la part de SEGA de publier une version blanche de la Game Gear Micro incluant la compilation de jeux Aleste Collection. Cette version blanche dispose de sa propre liste de cinq jeux et de sa Big Window micro (vendu séparément).Cette console a été commercialisée en édition limitée le 24 décembre 2020 au Japon.

## Matériel
C'est une console dédiée mesurant 8 cm de long pour 4,3 cm de haut et 2 cm d'épaisseur. L'écran LCD mesure 1,15 pouce et a une résolution de 240x180 . Elle possède une prise jack de 3,5 mm,  un bouton pour régler le volume et un port micro-USB. Les proportions du modèle d'origine sont dans l'ensemble respectées (k = 2/5), à l'exception des boutons et de la croix directionnelle qui sont plus grands par rapport à l’échelle. À noter que la croix directionnelle se rapproche plus de celle du VMU de la dreamcast plutôt que celle de la Game Gear originale. La console fonctionne avec deux piles AAA ou avec un câble micro-USB (elle ne possède cependant pas de batterie interne). Le tout pèse un total de 30-40 grammes sans les piles,.

## Jeux pré-installés
Jeux préinstallés dans la Game Gear micro noire :
- Sonic the Hedgehog
- Puyo Puyo 2
- Out Run
- Royal Stone

Jeux préinstallés dans la Game Gear micro bleue :
- Sonic the Hedgehog Chaos
- Gunstar Heroes
- Sylvan Tales
- Baku Baku Animal

Jeux préinstallés dans la Game Gear micro rouge :
- Megami Tensei Gaiden: Last Bible
- Megami Tensei Gaiden: Last Bible Special
- The G.G. Shinobi
- Columns

Jeux préinstallés dans la Game Gear micro jaune :
- Shining Force Gaiden
- Shining Force: The Sword Of Hajya
- Shining Force Gaiden : Final Conflict
- Nazo puyo Aruru no Ru

Jeux préinstallés dans la Game Gear micro blanche (Aleste compilation) :
- Aleste
- GG Aleste
- GG Aleste II
- GG Aleste III
- Power Strike II